# Собрание государственных грамот и договоров
Собрание государственных грамот и договоров — издание документов по российской истории архива Министерства иностранных дел, предпринятое Комиссией печатания государственных грамот и договоров.
Всего было опубликовано пять частей (М.: ч. 1—4, 1813—1828; ч. 5, 1894), включающих 1037 документов.
В частях 1—4 преобладают материалы по внутренней истории с XIII века по 1696 год, в том числе: духовные и договорные грамоты XIII—XVI веков, указы и постановления XVI—XVII веков, документы Земских соборов XVI—XVII веков, чины царского венчания и крестоцеловальные грамоты, ярлыки ордынских ханов московским митрополитам, угличское следственное дело (1591), жалованные грамоты светским и церковным феодалам, купцам и отдельным городам, уставные таможенные грамоты и торговые уставы XVI—XVII веков, документы русско—польских войн 1632—1634 и 1654—1667 годов и др.
5-я часть включает документы по дипломатической истории страны за XIV—XVI века (отдельные документы такого рода вошли и в части 1—4), в том числе по сношениям России с Речью Посполитой, Австрией, Ливонским орденом, Англией, Швецией, Казанским ханством, Данией, Османской империей, Крымским ханством, Ногайской Ордой и др.
Издание документов сопровождалось кратким описанием и изображением печатей. Большинство документов было позднее переиздано в досоветских и советских публикациях.